# Opactwo w Fontevraud
Opactwo w Fontevraud – opactwo królewskie założone przez Roberta z Arbrissel w 1110, położone w pobliżu Saumur w Andegawenii (obecnie departament Maine-et-Loire). Największa tego typu budowla we Francji, w przeszłości zamieszkiwana przez dwie wspólnoty zakonne – żeńską i męską, kierowane każdorazowo przez kobietę – przełożoną (zob. klasztor podwójny).

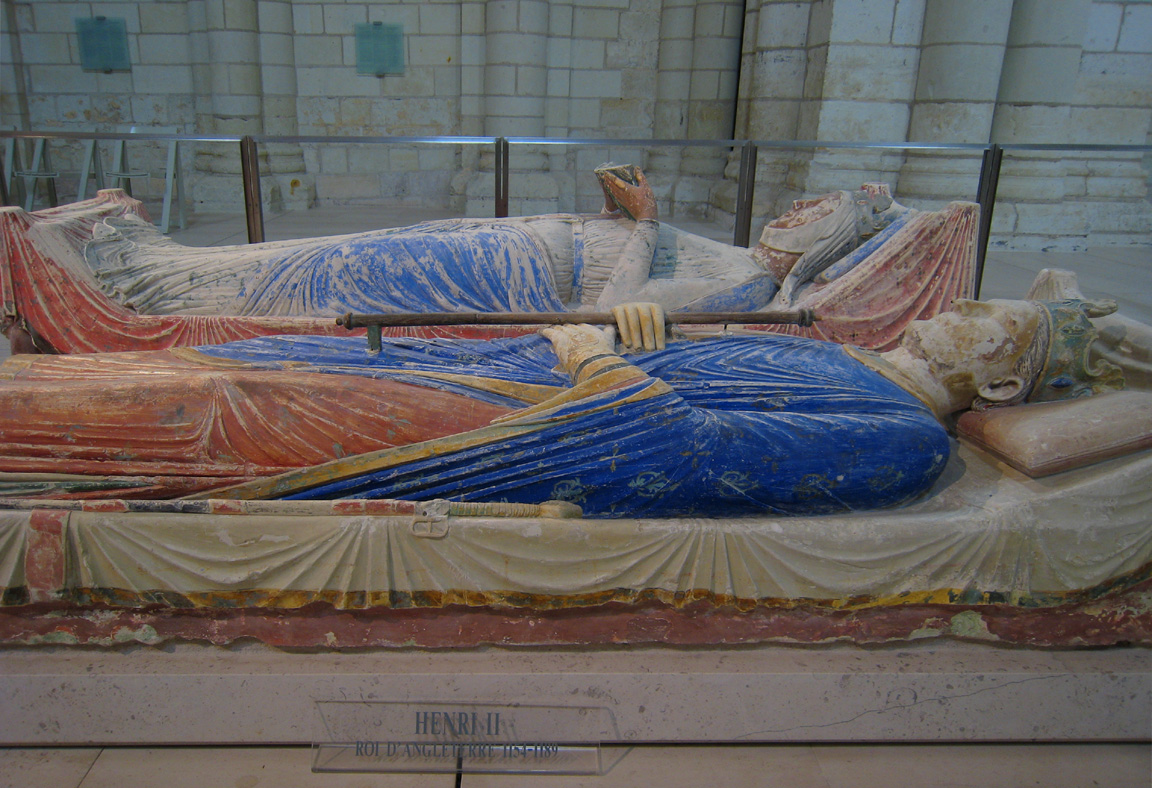
Nagrobek Henryka II i Eleonory Akwitańskiej

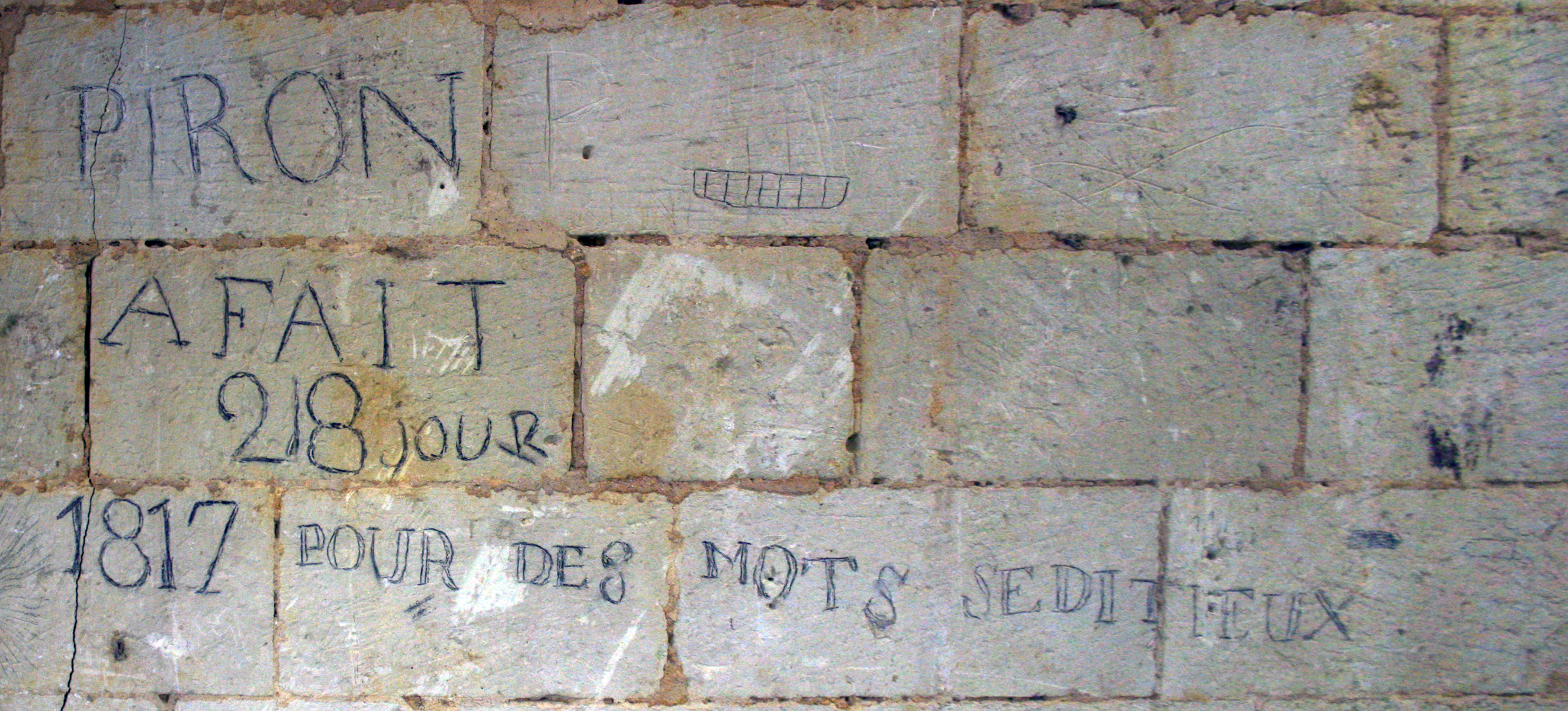
Inskrypcja wyryta na ścianie przez więźnia Fontevraud

## Historia
Opactwo powstało z inicjatywy Roberta d'Arbrissel, który za zgodą Urbana II zgromadził wokół siebie ponad 100 osób obojga płci pragnących podjąć życie klasztorne. Grunt pod nowy klasztor nadał w 1110 biskup Poitiers, zaś pierwszym opiekunem unikatowej wspólnoty (do tej pory żadne opactwo nie mieściło równolegle zakonników i zakonnic) został pan na pobliskim zamku Montsoreau. Pierwsze zabudowania ukończona w 1117 roku a 15 września 1119 papież Kalikst II poświęcił klasztor. Opactwo otrzymywało też wiele darów od innych osób prywatnych, przede wszystkim książąt Andegawenii. Henryk II Plantagenet zmienił jego status na opactwo królewskie, biorąc w bezpośrednią opiekę, i ustanowił miejscem pochówku dla swojej rodziny. W opactwie oprócz króla spoczęli: jego żona Eleonora Akwitańska, syn Ryszard I Lwie Serce, Izabela z Angoulême, żona Jana bez Ziemi.
Regułę opactwa ustanowił sam Robert d'Arbrissel, wzorując się w dużej mierze na regule benedyktyńskiej i formułując cztery główne zasady życia w Fontevraud: czystość, posłuszeństwo, ciszę, ubóstwo. Nakazał również, by to przełożone wspólnoty żeńskiej kierowały całością klasztoru. Od 1115 (tj. od śmierci założyciela) do rozwiązania opactwa w 1792 na czele klasztoru stało 36 przeorysz, z czego 14 pochodziło z wielkich rodów arystokratycznych, a 5 z nich – z królewskiej dynastii Burbonów. Mnisi z Fontevraud ubierali się w czarne habity i kaptury, mniszki – w białe habity i czarne nakrycia głowy.
Dzięki wsparciu bogatych dobroczyńców, w tym także papieży i biskupów Poitiers, opactwo znajdowało się w znakomitej sytuacji finansowej. Wywodzący się z niego mnisi założyli 123 nowe klasztory, głównie w regionach Berry i Limousin. W odróżnieniu od wielu opactw francuskich przetrwało bez szwanku wojnę stuletnią, chociaż kilkakrotnie w jej trakcie było opuszczane przez mnichów i mniszki. Sprawowanie funkcji przeoryszy w Fontevraud przez księżniczki z rodziny Burbonów (od XVI wieku), pozwoliło na sute finansowanie opactwa z państwowej kasy, dzięki czemu stało się ważnym ośrodkiem kulturalnym. Cały kompleks budynków poddano przebudowie.
2 listopada 1789 majątki kościelne we Francji zostały znacjonalizowane. Jesienią 1792 ostatnia przeorysza, Julia Pardaillan d’Antin, opuściła klasztor razem z całą wspólnotą. Do końca Wielkiej rewolucji francuskiej obiekt stał pusty. W 1804 Napoleon Bonaparte przeznaczył kompleks budynków na więzienie stanu, jednak prace adaptacyjne trwały od 1806 do 1814 i w efekcie nikt nie został tam uwięziony w czasach Cesarstwa. W czasie przebudowy nie dokonano zasadniczych zmian w bryle i rozkładzie pomieszczeń obiektu, tym samym faktycznie ratując Fontevraud przed zupełnym zniszczeniem.
Fontevraud stało się jednym z cięższych więzień we Francji. Teoretycznie przeznaczone dla 700 osób, w praktyce mieściło często ok. 1200 więźniów płci obojga. Warunki panujące w celach były trudne - w XIX wieku notowano średnio 2 zgony na tydzień (potem warunki nieco się poprawiły). Osadzeni w Fontevraud pracowali w umieszczonej na terenie więzienia fabryce tkackiej, produkującej głównie elementy umundurowania dla armii francuskiej. Więzienie mieściło się w Fontevraud do 1963.
Jeszcze w czasie pełnienia przez opactwo funkcji penitencjarnych, za sprawą Prospera Mériméego, ówczesnego inspektora generalnego ds. zabytków historycznych, dostrzeżono wysoka wartość historyczną budowli. Dokonano kolejno remontu klasztoru (1860), refektarza (1882), wież i kościoła klasztornego (pocz. XX wieku). Ostatnią generalną renowację opactwo przeszło już po opuszczeniu budynku przez więźniów. Wobec faktu, że żadna wspólnota zakonna nie zgłosiła chęci przejęcia zabudowań, od 1975 w budynku działa Centrum Kultury Zachodniej, a kompleks jest udostępniony turystom. Regularnie odbywają się w nim koncerty muzyki chóralnej.

## Architektura

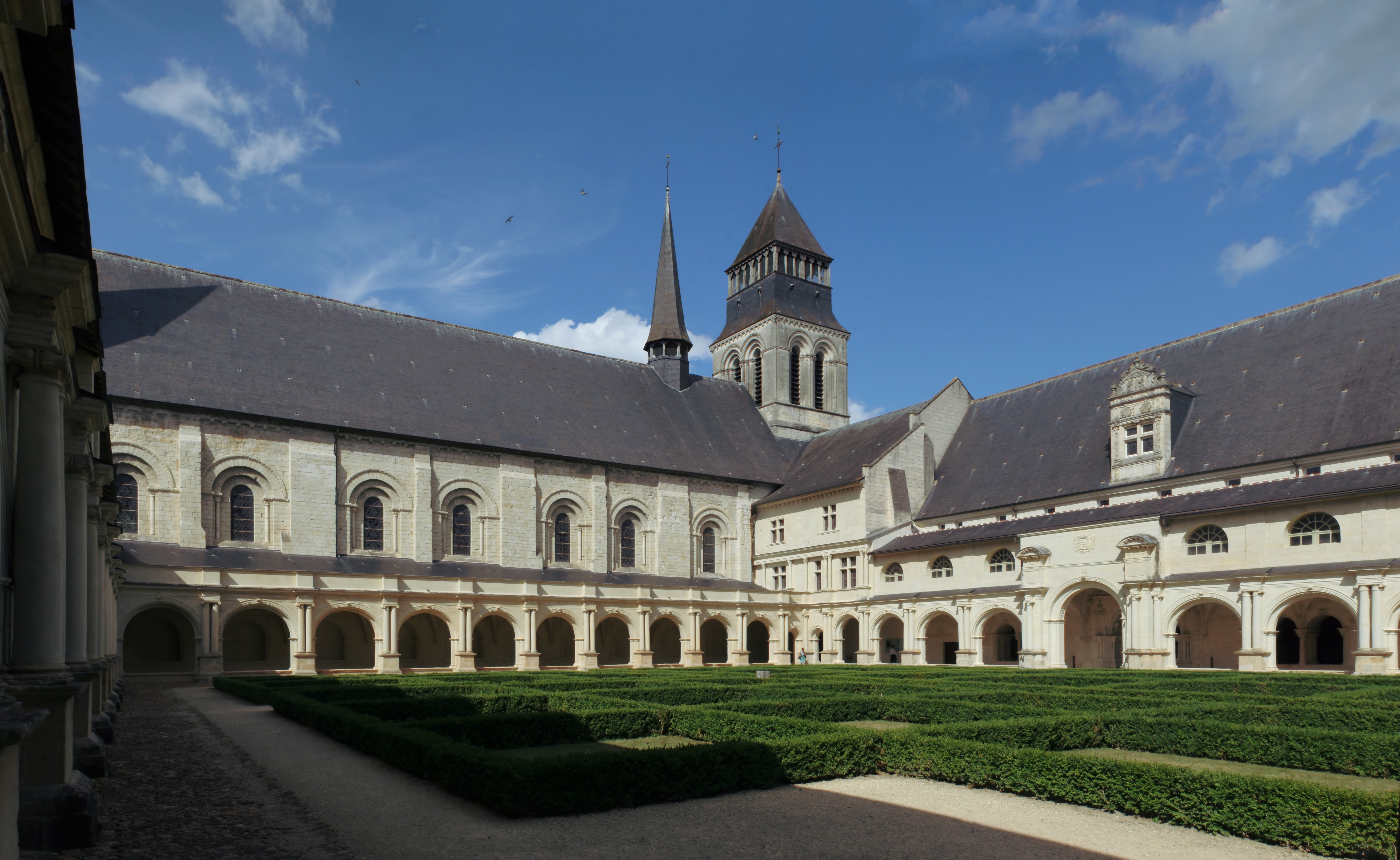
Klasztor żeński

Trzon klasztoru stanowił czworobok zawierający w sobie kościół klasztorny św. Benedykta oraz pomieszczenia dla zakonnic i zakonników. W budynkach przylegających do niego znajdowały się obiekty gospodarskie, ogromna kuchnia, szpital św. Łazarza oraz dom św. Magdaleny dla kobiet zamężnych lub wdów, które nie wstąpiły do wspólnoty zakonnej, lecz pragnęły spędzić resztę życia w oddaleniu od świata.
Zabudowania klasztorne są jedno- lub dwupiętrowe, z krużgankiem na poziomie parteru oraz półkolistymi lub kwadratowymi oknami. Całość łączy cechy stylu romańskiego (klasztor) i wczesnego gotyku (kościół). Wbudowany w czworobok kościół klasztorny wyróżnia się prostą fasadą bez rozety, dwiema strzelistymi wieżami, drzwiami pozbawionymi portalu i półkolistymi oknami z witrażami. Jego konstrukcja oparta jest na przyporach. Budynki gospodarskie łączy z klasztorem jedynie kuchnia, mająca formę okrągłej, strzeliście wykończonej przybudówki. Nad prezbiterium kościoła, w miejscu jego połączenia z klasztorem żeńskim, wznosi się romańska, prostokątna wieża z półkolistymi oknami na trzech poziomach.
Wnętrza obiektu noszą wyraźne ślady zmian zaprowadzonych w XIX wieku, stosunkowo najbliższy autentyzmowi jest kościół klasztorny, w którym pochowano wymienionych wyżej członków rodziny Plantagenetów.